# Boesemania microlepis
Boesemania microlepis är en fiskart som först beskrevs av Bleeker, 1858.  Boesemania microlepis ingår i släktet Boesemania och familjen havsgösfiskar. IUCN kategoriserar arten globalt som nära hotad. Inga underarter finns listade.

## Bildgalleri

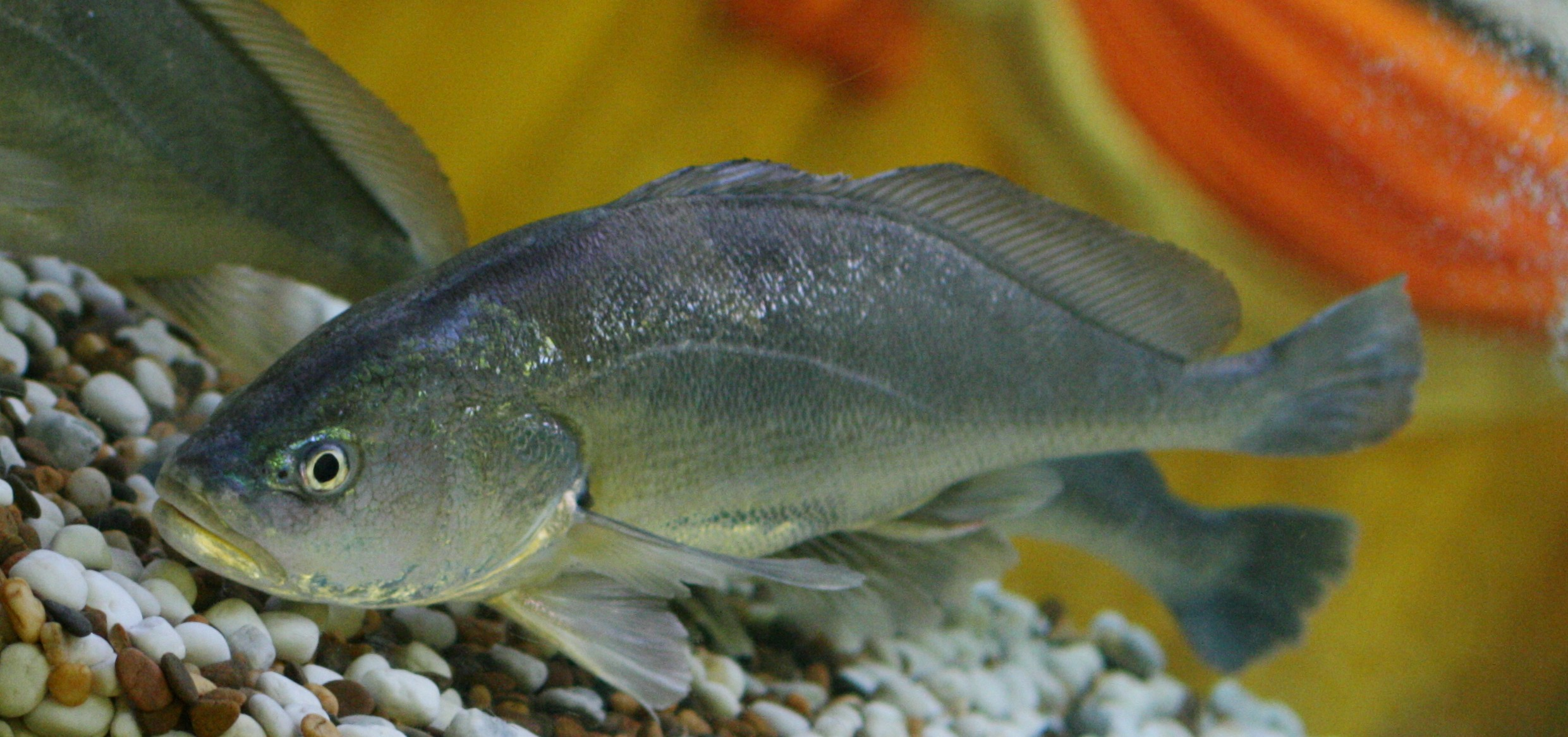